# Jewgienij Rasskazow
Jewgienij Wiktorowicz Rasskazow (ros. Евгений Викторович Рассказов; 21 października 1941 w Zadonsku) – radziecki strzelec, olimpijczyk, mistrz świata i mistrz Europy.

## Kariera
Uczestnik Letnich Igrzysk Olimpijskich 1964, na których wystąpił w 1 konkurencji. Zajął 21. miejsce w pistolecie dowolnym z 50 m (startowało 52 strzelców).
Rasskazow ma w dorobku 2 medale mistrzostw świata. Został drużynowym mistrzem świata w 1966 roku w pistolecie dowolnym z 50 m, a także w 1970 roku w pistolecie pneumatycznym z 10 m. W drugiej z tych konkurencji osiągnął indywidualnie 6. pozycję. Zdobył przynajmniej 6 medali mistrzostw Europy, w tym 3 złote i 3 srebrne. Nigdy nie został indywidualnym mistrzem kontynentu – wszystkie tytuły mistrzowskie osiągnął w turniejach zespołowych.

## Wyniki

### Igrzyska olimpijskie
| Igrzyska   | Konkurencja            | Wynik                        | Miejsce | Źródło |
| ---------- | ---------------------- | ---------------------------- | ------- | ------ |
| Tokio 1964 | Pistolet dowolny, 50 m | 541 pkt. (94–89–91–88–89–90) | 21      | [ 1 ]  |

### Medale na mistrzostwach świata
Opracowano na podstawie materiałów źródłowych:
| Mistrzostwa    | Konkurencja                            | Wynik             | Miejsce |
| -------------- | -------------------------------------- | ----------------- | ------- |
| Wiesbaden 1966 | Pistolet dowolny, 50 m, drużynowo      | 2203 pkt. (druż.) |         |
| Phoenix 1970   | Pistolet pneumatyczny, 10 m, drużynowo | 1514 pkt. (druż.) |         |

### Medale na mistrzostwach Europy
Opracowano na podstawie materiałów źródłowych:
| Mistrzostwa    | Konkurencja                            | Wynik    | Miejsce |
| -------------- | -------------------------------------- | -------- | ------- |
| Budapeszt 1961 | Pistolet dowolny, 50 m (juniorzy)      | 361 pkt. |         |
| Bukareszt 1965 | Pistolet dowolny, 50 m                 | 561 pkt. |         |
| Bukareszt 1965 | Pistolet dowolny, 50 m, drużynowo      | ?        |         |
| Pilzno 1969    | Pistolet dowolny, 50 m, drużynowo      | ?        |         |
| Pilzno 1969    | Pistolet standardowy, 25 m, drużynowo  | ?        |         |
| Pilzno 1969    | Pistolet pneumatyczny, 10 m            | 385 pkt. |         |
| Pilzno 1969    | Pistolet pneumatyczny, 10 m, drużynowo | ?        |         |